# Bite It Like a Bulldog
Bite It Like a Bulldog este un cântec al trupei Lordi.

## Lista cântecelor
1. "Bite It Like a Bulldog" (3:28)